# Сјенички санџак
Сјенички санџак (тур. Seniçe sancağı) је био погранична покрајина Османског царства која је постојала између 1902. и 1912. године, са управним средиштем у граду Сјеници. Налазио се у саставу тадашњег Косовског вилајета.
Средином 19. века, Сјеница је почела да добија на значају као место у којем су често боравили новопазарски кајмаками и санџакбегови. Сјенички санџак је настао 1902. године, након великог преуређења Новопазарског санџака које је извршено тако што су казе Нови Пазар и Митровица припојене Приштинском санџаку, док су казе Беране и Рожаје прикључене Пећком санџаку. Од преостале четири казе — Сјеница, Бијело Поље, Нова Варош и Вранеш (Доњи Колашин), створен је посебан Сјенички санџак, који се на истоку граничио са Приштинским, на југу са Пећким и на западу са Пљеваљским санџаком.
На подручју Сјеничког санџака укрштали су се супротстављени интереси Турске, Аустроугарске, Србије и Црне Горе. У време Анексионе кризе (1908-1909), Доњоколашинска каза је изузета из састава Сјеничког санџака и прикључена Пљеваљском санџаку.
Током Првог балканског рата (1912—1913), целокупно подручје Сјеничког санџака ослободиле су у јесен 1912. године војске Србије и Црне Горе. Према међусобном споразуму, већи део Сјеничког санџака, укључујући и сам град Сјеницу, припао је Србији, а мањи део припао је Црној Гори. Тиме је Сјенички санџак престао да постоји. Коначно разграничење извршено је посебним споразумом између Србије и Црне Горе од 12. новембра 1913. године.